# The Perfumer
 (juillet 2014).
Pour plus de détails, voir Fiche technique et Distribution.
The Perfumer (Le Parfumeur) est un film canadien réalisé par Bashar Shbib, sorti en 1997. C’est le troisième volet d’une série de six films appelée The Senses (Les sens). Le sens qui y est privilégié est l'odorat.

## Synopsis
Edward Pinchbeck, un parfumeur de 35 ans, vit seul avec son chien et est secrètement amoureux de sa vendeuse Daisy. Edward découvre un jour une orchidée aux effluves étonnants qui s’avèreront aphrodisiaques, mais Millicent Hedgerow, présidente de la société locale de fleur, va tenter de l’empêcher de l’obtenir. 

## Fiche technique
- Titre : The Perfumer
- Réalisation : Bashar Shbib
- Scénario : Bashar Shbib, Diane Carlson
- Production : Pierre Latour, Bashar Shbib, Michel Zgarka, Andrew Makarewicz
- Photographie : Alex Margineanu
- Montage : David Cripton
- Musique : Jean-François Fabiano
- Pays d'origine : Canada
- Langue : anglais
- Durée : 80 min
- Format : couleur, 35 mm
- Distribué par : Cineplex Odeon Films[1].
- Date de sortie : 9 mai 1997 [2],[3].

## Distribution
- Edward Pinchbeck : Jimeoin
- Daisy : Iona Brindle
- Millicent Hedgerow : Diane Carlson
- Roland Kemp : Gregor von Bismarck

## Diffusion
The Perfumer est sorti en même temps que les autres volets de The Senses au cinéma l’Impérial à Montréal, le 9 mai 1997,.

## Style et genre
The Perfumer a été caractérisée de « comédie de situation » .